# Biosteel
Biosteel är ett varumärke av företaget Nexia Biotechnologies för ett artificiellt fibermaterial. Materialet har framtällts genom att införa spindelgener i getter och utvinna proteinet ur mjölken.